# Dieter Hoff (Musiker)
Dieter Hoff (* 7. Oktober 1953 in Köln; † Oktober 2019 ebenda) war ein deutscher Musiker (Schlagzeug, Percussion, Klavier, Synthesizer), Komponist, Musik-Produzent, Verleger und Texter.

## Leben
Hoff wuchs in einfachen Verhältnissen bei seinen Großeltern auf. Als Jugendlicher lernte er Purple Schulz kennen; beide gründeten 1972 die regional bekannte Avantgarde-Rock-Band D’Accord, in der Hoff als Perkussionist und Vibraphonist seine ersten Bühnenauftritte absolvierte. Nach diversen beruflichen Tätigkeiten, unter anderem in der Redaktion beim Kölner Stadtanzeiger, entschloss er sich 1976, als professioneller Musiker zu arbeiten.
Hoff wurde bekannt durch seine Mitwirkung in der deutschen Band „Neue Heimat“, aus der die spätere Formation Purple Schulz entstand. Bekannt wurden die Titel Kleine Seen und Verliebte Jungs, die sich in den Top Ten der deutschen Charts platzieren konnten und für die er die Texte schrieb.
Es folgten Textarbeiten für Peter Maffay, Anne Haigis, Milva, Wolfgang Petry, Bläck Fööss, Höhner und weitere Künstler.
1983 veröffentlichte die Band Purple Schulz mit den drei Gründungsmitgliedern Josef Piek, Dieter Hoff und Purple Schulz das Album Hautnah. Diesem Album entsprang der Titel Sehnsucht, der für den musikalischen Durchbruch der Band sorgte.
In der Folge erschienen die Alben Verliebte Jungs (Goldene Schallplatte) und Stand der Dinge, sowie die Compilation Die Singles 1984–1992 (Goldene Schallplatte).
Liveauftritte mit der Band Purple Schulz absolvierte Hoff unter anderem im Rockpalast, 1986 beim Anti-WAAhnsinns-Festival in Wackersdorf, bei sechs Tourneen durch Deutschland, einem Live-TV-Auftritt in der Dortmunder Westfalenhalle und in der ZDF Hitparade.
Hoff verließ die Band 1987 und arbeitete fortan als Solokünstler.
Es folgten zwei Single-Veröffentlichungen: Fahr ich in die Stadt (1987), mit der er in der TV-Sendung Formel Eins zu sehen war, sowie der Titel Lieber mit dir (1988), die beide bei der Plattenfirma CBS veröffentlicht wurden.
1990 erschien sein erstes Soloalbum, Wer ist hier verrückt, bei BMG Records. Zeitgleich gründete er die Edition „Schallhaus Musikverlag“.
Gemeinsam mit Harry Weitz schrieb Hoff den Text für Wolfgang Petrys Du bist ein Wunder, das in Deutschland 1992 Platz 78 der Charts belegte. 1994 erschien unter seinem Namen der Titel Dä kleine blöde Willi in kölscher Mundart bei Clodwig/BMG.
Von 1994 bis Anfang 1997 folgte ein längerer Aufenthalt in Ostafrika. Hoff hielt sich in dieser Zeit meist in Nairobi (Kenia) auf, wo er als Gasthörer die dortige Universität besuchte und mit zahlreichen Musikern zusammentraf.
Inspiriert von den Tribal-Beats afrikanischer Volksmusik, gründete er 1999 das Techno/Elektronik-Label „Tonsport“. Dort veröffentlichte er u. a. Künstler wie Gabriel Ananda und Frank Köllges. Seine eigenen Tracks kamen unter dem Namen „Freitag“ ebenfalls auf Tonsport heraus. Das Label brachte es auf insgesamt 24 Vinyl-12-Inch-Maxis sowie 3 CDs.
Hoff wohnte und lebte im Stadtteil Köln-Ehrenfeld.

### Bands
- D’Accord
- Neue Heimat
- Purple Schulz

### Alben
- Hautnah
- Verliebte Jungs
- Stand der Dinge
- Die Singles
- Tonsport Compilation One
- Honig und Dreck
- Patsch
- Alien & Ewiglein (Sony Music, 2017)[4]